# Galomin
Galomin – wieś sołecka w Polsce położona w województwie mazowieckim, w powiecie płońskim, w gminie Baboszewo.
Wieś duchowna Galomino, własność prebendalna płockiej kapituły katedralnej w 1542 roku położona była w drugiej połowie XVI wieku w powiecie płońskim województwa płockiego. W latach 1975–1998 miejscowość administracyjnie należała do województwa ciechanowskiego.